# Бусти, Агостино
Агостино Бусти (итал. Agostino Busti; 1483—1548) — итальянский скульптор известный также под прозвищем Бамбая (итал. Bambaia).

## Биография
Агостино Бусти родился в 1480 году. Значительное влияние оказало на него творчество Джана Кристофоро Романо. 
Бусти принадлежал к числу лучших ваятелей Ломбардии. Его исполнение отличается тщательностью и отделкой деталей. 
Согласно «ЭСБЕ», главное его произведение — надгробный памятник герцогу Немурскому Гастону де Фуа — сохранилось для нашего времени только в отдельных разрозненных частях, из которых важнейшая находится в Милане в Замке Сфорца, где также сохранилось несколько барельефов и гробниц его работы.
Агостино Бусти умер 11 июня 1548 года в городе Милане.